# Pléven
|  | Per a altres significats, vegeu «Pleven». |

Pléven(francès) o Pleven (bretó) és un municipi francès, situat a la regió de Bretanya, al departament de Costes del Nord. L'any 1999 tenia 573 habitants.
| 1962                                       | 1968 | 1975 | 1982 | 1990 | 1999 |
| ------------------------------------------ | ---- | ---- | ---- | ---- | ---- |
| 605                                        | 606  | 630  | 594  | 578  | 565  |
| Des de 1962: població sense dobles comptes |      |      |      |      |      |

| Període   | Identitat         | Partit |
| --------- | ----------------- | ------ |
| 2001-2008 | Jean-Louis Rouxel |        |
| 2008-     | Henry Blanchard   |        |